# Reprezentacja Polski w koszykówce 3×3 mężczyzn
Reprezentacja Polski w koszykówce 3×3 mężczyzn – zespół sportowy reprezentujący Polskę w seniorskich rozgrywkach międzynarodowych reprezentacji narodowych w koszykówce 3×3. Za jego funkcjonowanie odpowiedzialny jest Polski Związek Koszykówki.

## Udział w imprezach międzynarodowych

### Igrzyska olimpijskie
- 2020 – 7. miejsce[3]
- 2024 – 6. miejsce[4]

### Mistrzostwa świata
- 2014 – 7. miejsce[5]
- 2016 – 20. miejsce[6]
- 2017 – 10. miejsce[7]
- 2018 – 4. miejsce[8]
- 2019 – brązowy medal[9]
- 2022 – 8. miejsce[10]
- 2023 – 7. miejsce[11]

### Mistrzostwa Europy
- 2016 – 8. miejsce[12]
- 2018 – 5. miejsce[13]
- 2019 – 5. miejsce[14]
- 2021 – brązowy medal[15]
- 2022 - 5. miejsce[16]

### Igrzyska europejskie
- 2019 – 4. miejsce[17]
- 2023 – brązowy medal[18]

## Składy medalistów
Mistrzostwa Świata 2019 – brązowy medal
| Zawodnik              | Data urodzenia  | Wzrost [cm] | Klub                        |
| --------------------- | --------------- | ----------- | --------------------------- |
| Michael Hicks         | 17 czerwca 1983 | 194         | Polpharma Starogard Gdański |
| Paweł Pawłowski       | 3 marca 1982    | 197         | Decka Pelplin               |
| Marcin Sroka          | 20 marca 1981   | 200         | Pogoń Prudnik               |
| Przemysław Zamojski   | 16 grudnia 1986 | 193         | Stelmet Zielona Góra        |
| Trener: Piotr Renkiel |                 |             |                             |

Mistrzostwa Europy 2021 – brązowy medal
| Zawodnik              | Data urodzenia   | Wzrost [cm] | Klub            |
| --------------------- | ---------------- | ----------- | --------------- |
| Łukasz Diduszko       | 8 kwietnia 1986  | 196         | GKS Tychy       |
| Paweł Pawłowski       | 3 marca 1982     | 197         | Decka Pelplin   |
| Szymon Rduch          | 17 sierpnia 1989 | 196         |                 |
| Przemysław Zamojski   | 16 grudnia 1986  | 193         | Anwil Włocławek |
| Trener: Piotr Renkiel |                  |             |                 |